# بیزانتیوم (فیلم)
بیزانتیوم (انگلیسی: Byzantium) فیلمی در ژانر فانتزی به کارگردانی نیل جوردن است که در سال ۲۰۱۲ منتشر شد.

## بازیگران
- سیرشا رونان
- جما آرترتون
- جانی لی میلر
- سام رایلی
- تام هالندر
- کلب لندری جونز
- کیت اشفیلد
- توره لینهارت